# Wiradech Kothny
Wiradech Kothny (j. tajski วีระเดช โค๊ธนี, ur. 10 maja 1979 w Kanchanaburi) – tajski szermierz, szablista reprezentujący także Niemcy, dwukrotny medalista olimpijski. 
Na igrzyskach olimpijskich w Sydney w 2000 roku zdobył brązowy medal w zawodach indywidualnych, wyprzedzili go tylko Rumun Mihai Covaliu i Francuz Matthieu Gourdain. Na tej samej imprezie wspólnie z Dennisem Bauerem i Alexandrem Weberem zajął drużynowo trzecie miejsce. Na kolejnych dwóch igrzyskach olimpijskich reprezentował Tajlandię. Podczas rozgrywanych cztery lata później igrzysk olimpijskich w Atenach był trzynasty indywidualnie. Brał też udział w igrzyskach olimpijskich w Pekinie w 2008 roku, gdzie w rywalizacji indywidualnej zajął 25. miejsce.
Nie zdobył medalu mistrzostw świata. W 1999 zdobył złoto w rywalizacji indywidualnej na mistrzostwach Europy w Bolzano. 
Ponadto zdobył brązowe medale indywidualnie i drużynowo na igrzyskach azjatyckich w Doha w 2006 roku.